# Brookville (Kansas)
Brookville – miasto w Stanach Zjednoczonych, w stanie Kansas, w hrabstwie Saline.